# Ruth Arnet
Ruth Arnet (auch Ruth Arnet Gantner; * 14. März 1962; heimatberechtigt in Aarau, Grabs, Dagmersellen und Entlebuch LU) ist eine Schweizer Rechtswissenschafterin. Seit 2011 ist sie Professorin für Privatrecht an der Universität Zürich.
Nach dem Studium der Rechtswissenschaft in Zürich (lic. iur. 1987) erwarb Ruth Arnet 1988 das Aargauische Fürsprecherpatent und 1994 das Notariatspatent. 1993 promovierte sie bei Walter R. Schluep mit einer Dissertation zum Thema «Die Formmarke». Gestützt auf ihre Habilitationsschrift «Freiheit und Zwang beim Vertragsabschluss» erteilte ihr die Universität Basel 2005 die Venia legendi für Privatrecht und Wirtschaftsrecht. Mit Wirkung per Februar 2011 wurde sie als Nachfolgerin von Heinz Rey zur ordentlichen Professorin für Privatrecht mit Schwerpunkt Sachenrecht an die Universität Zürich berufen.
Auf Vorschlag der CVP wählte der Grosse Rat des Kantons Aargau Arnet 2008 in einer Kampfwahl unter Durchbrechung des freiwilligen Parteienproporzes mit 77 von 134 Stimmen zur vollamtlichen Richterin am Obergericht. 2009 wurde sie für die Amtsperiode 2009–2013 mit 127 von 130 Stimmen bestätigt. Seit 2013 ist sie Ersatzrichterin am Justizgericht des Kantons Aargau.